# Alina Kham
Alina Kham (rus: Али́на Его́ровна Хам)  (16 de gener de 1959) va ser una jugadora d'hoquei sobre herba soviètica que va competir durant les dècades de 1970 i 1980.
El 1980 va prendre part en els Jocs Olímpics de Moscou, on guanyà la medalla de bronze en la competició d'hoquei sobre herba.